# NGC 7441
NGC 7441 este o galaxie situată în constelația Vărsătorul. A fost descoperită în 1886 de către Ormond Stone⁠(d).